# زوراوان
زوراوان (به ارمنی: Զորավան) یک روستا در ارمنستان است که در استان کوتایک واقع شده‌است.   در  کیلومتری شمال هرازدان، مرکز استان کوتایک واقع شده است.

## خصوصیات
زوراوان  ۱٬۲۶۷ نفر جمعیت دارد و در ارتفاع  متر بالاتر از سطح دریا قرار گرفته است.

## نگارخانه

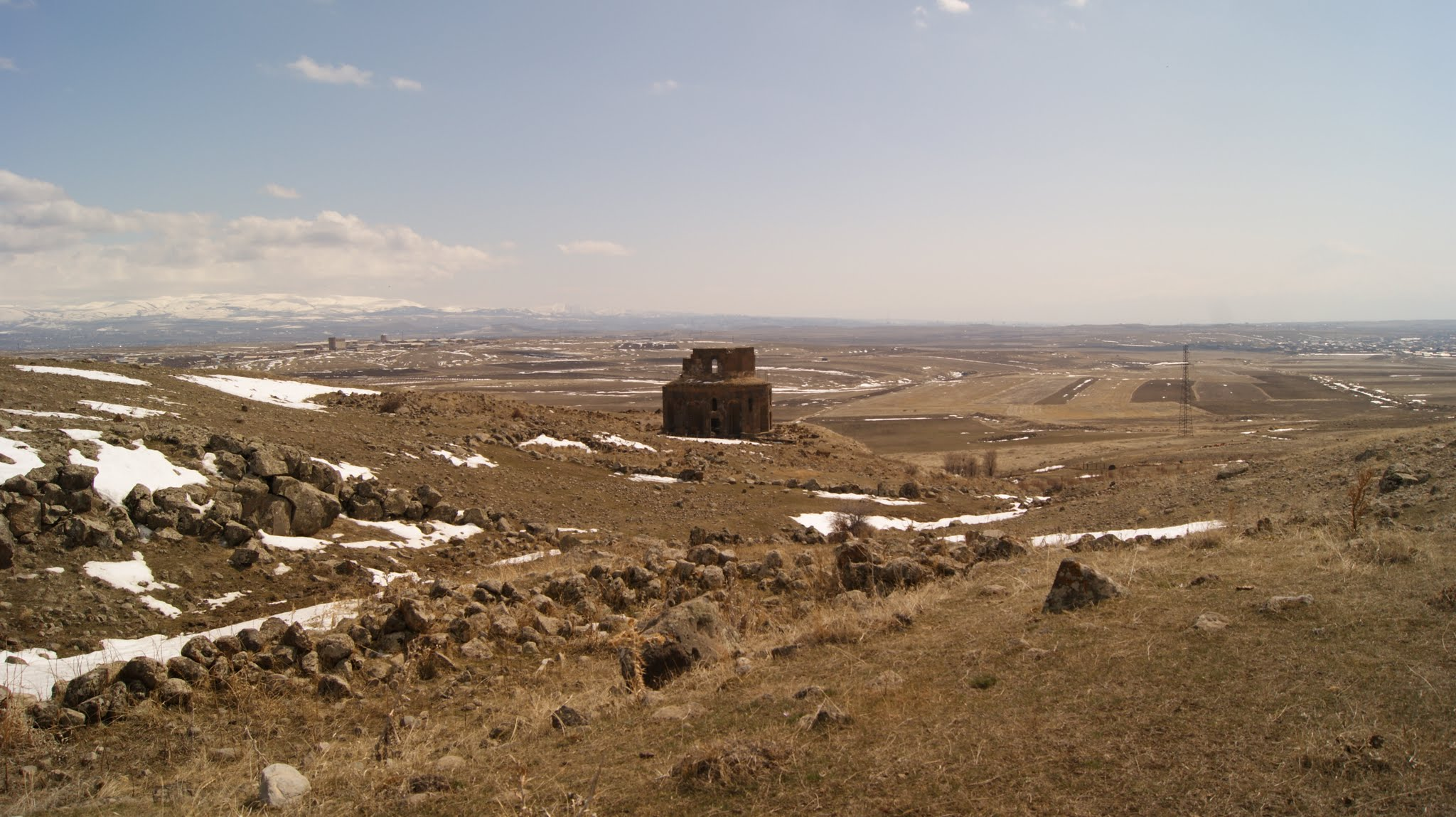
قارقاوانک در ارتباط با روستای زوراوان (چپ) و یغوارد (راست)
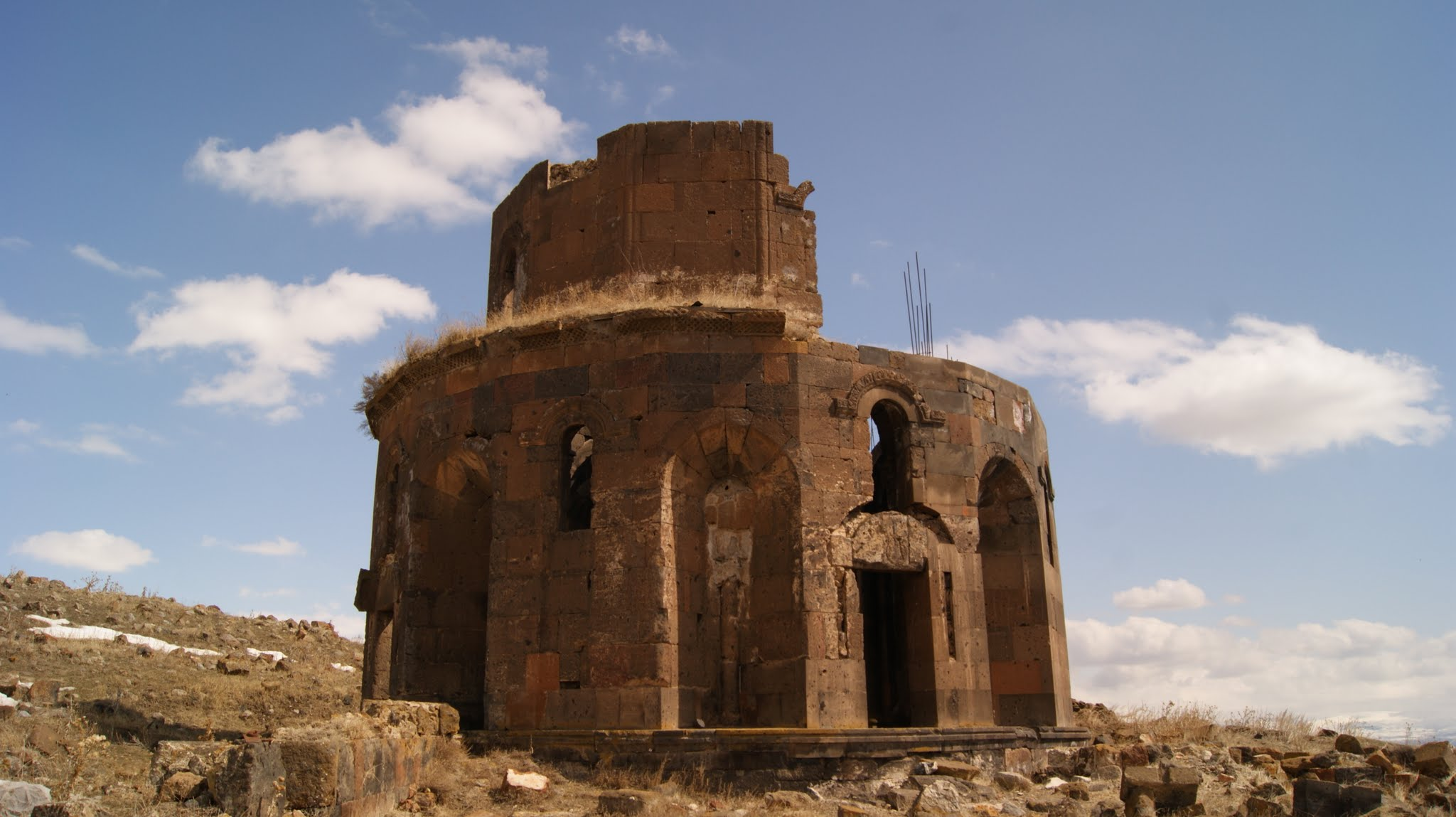
قارقاوانک, سده 7ام میلادی.
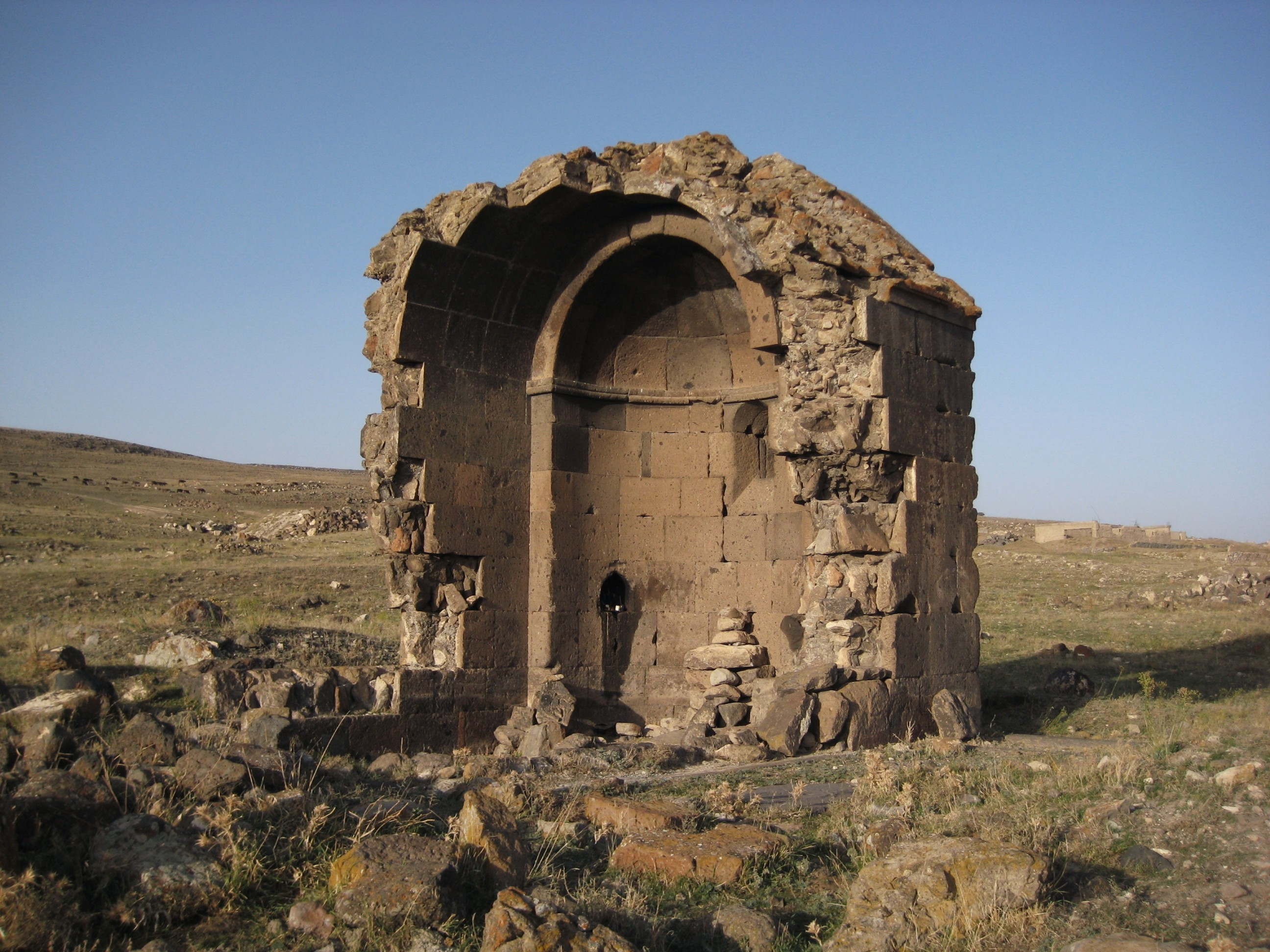
کلیسای کوچک برای مراسم تشییع جنازه در مجاورت کلیسا